# Temari (đồ chơi)
Temari (手まり) (手まり) cũng còn được gọi là "gotenmari." là một quả bóng đồ chơi ở Nhật Bản.

## Lịch sử
Về mặt lịch sử, temari là tác phẩm được hình thành lại từ các nguyên liệu để may kimono cũ. Từng mảnh lụa được đan thành hình quả bóng, and then the wad would be wrapped with strips of fabric. Thời gian trôi qua, bóng temari truyền thống lại trở thành các tác phẩm mang tính chất nghệ thuật, được may và trang trí thêm rất nhiều họa tiết, đến khi trái bóng bị rối lên embroidery. Với sự giới thiệu chất liệu cao su đến Nhật Bản, bóng từ một món đồ chơi lại trở thành một đối tượng nghệ thuật, mặc dù chúng vẫn chỉ là quà từ các bà mẹ dành tặng cho con cái của họ. Temari became an art and craft of the Japanese upper class and aristocracy, and noble women competed in creating increasingly beautiful and intricate objects.

## Truyền thống

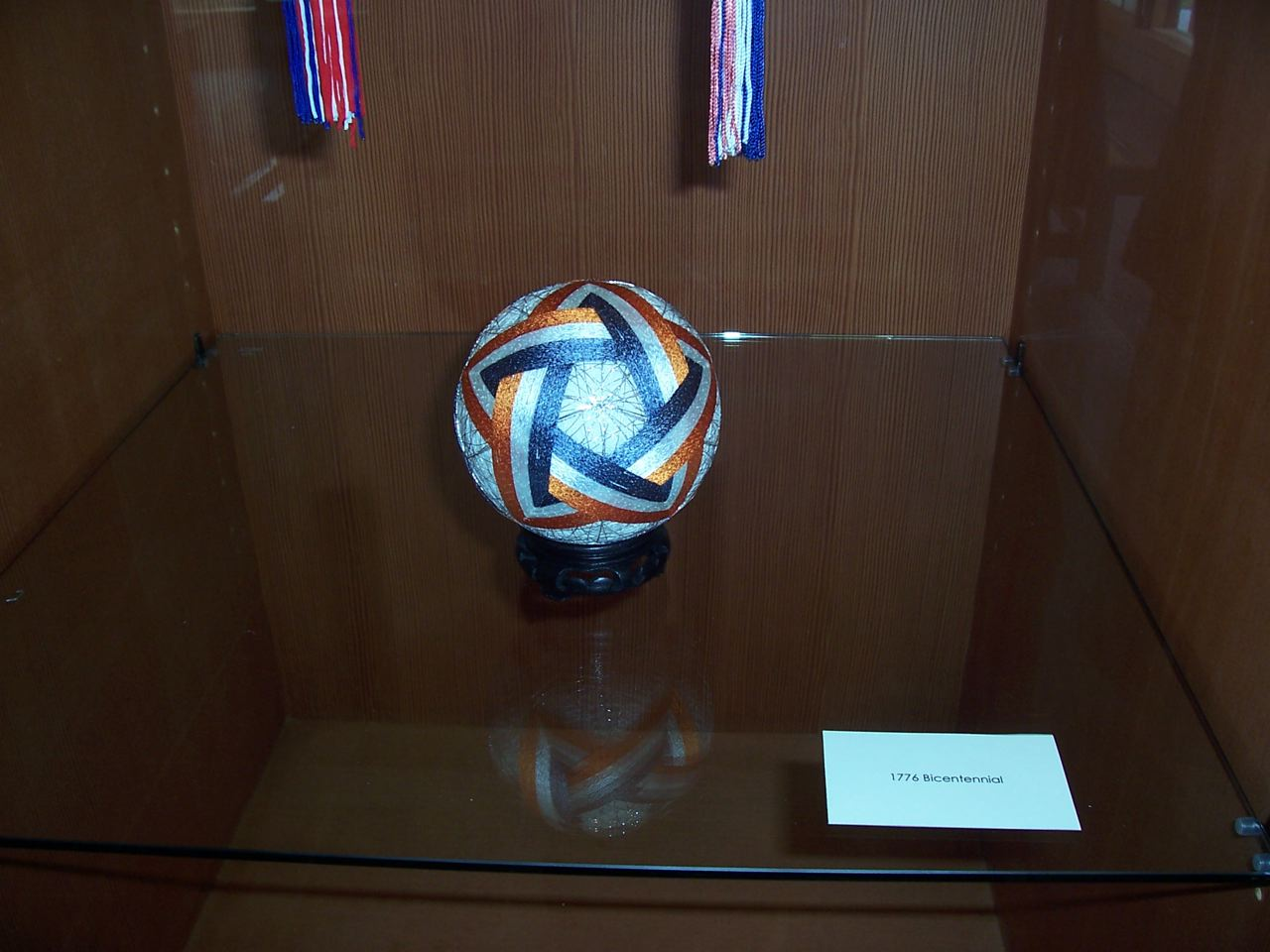
American bicentennial temari

Temari là những món quà có giá trị cao và dễ thương, tượng trưng cho tình bạn và sự trung thành. Cũng thế, màu sắc chói chang và những đường chỉ được dùng là biều tượng của mong ước người được tặng sẽ có một cuộc sống sáng sủa và hạnh phúc. Tính truyền thống, trở thành 1 nghệ nhân ở Nhật Bản là một quá trình tẻ nhạt. Để trở thành nghệ nhân Temari ở Nhật Bản hôm nay đòi hỏi phải được huấn luyện đặc biệt, và người đó sẽ được kiểm tra về kỹ năng, kỹ thuật trước khi được biết đến là một nghệ nhân làm Temari.
Theo truyền thống Temari là món quà được cha mẹ gửi tặng cho con cái của họ trong dịp năm mới. Bên trong lớp phủ quấn chặt quả bóng đó, người mẹ sẽ đặt một mảnh giấy nhỏ với những lời chúc tốt lành đến cho con của cô ta. Đứa trẻ đó sẻ không bao giờ được mẹ kể về những mong ước của cô ta trong suốt quá trình làm nên quả bóng. Một và quả bóng có chứa vật liệu "phát ra âm thanh" gồm có hạt gạo hoặc chuông để có thể chơi được. Như đã nói trước đó Temari truyền thống được quện chặt và có khả năng đàn hồi.